# یواس‌اس جم (اس‌پی-۴۱)
یواس‌اس جم (اس‌پی-۴۱) (به انگلیسی: USS Gem (SP-41)) یک کشتی بود که طول آن ۱۴۶ فوت ۶ اینچ (۴۴٫۶۵ متر) بود. این کشتی در سال ۱۹۱۳ ساخته شد.